# 任季男
任季男（1957年3月—），中華民國陸軍中將、地方政府官員、企業人士，臺灣桃園市大溪區人，籍貫河南省洛寧縣，畢業於陸軍官校正50期、中壢高中、大溪國中，現任國光客運總經理，曾任桃園客運董事長、桃園市客運公會理事長、臺灣智慧卡公司董事、退輔會欣桃天然氣公司董事長、陸軍六軍團指揮官、陸軍六軍團副指揮官、陸軍馬防部指揮官、陸軍金防部參謀長、陸軍烈指部首任指揮官、後備904旅長等職。